# Schneeball (patisserie)

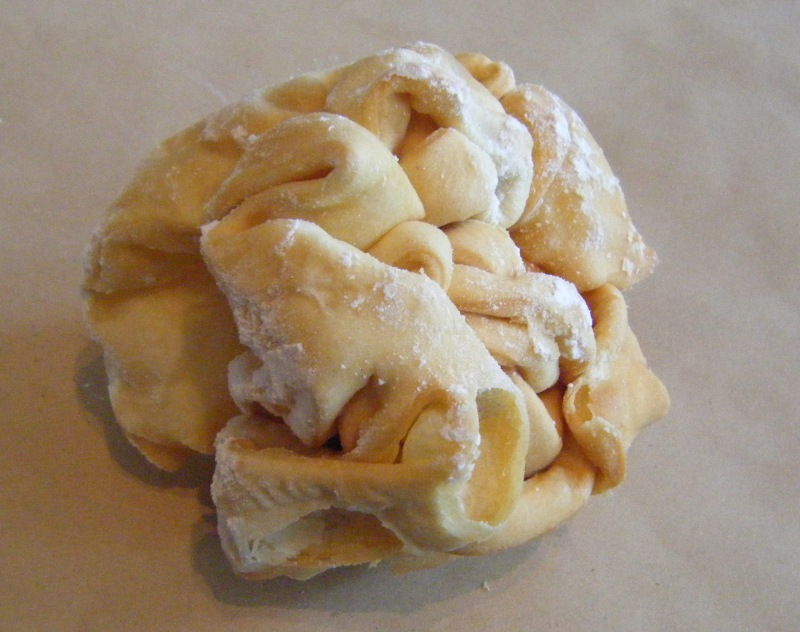
Schneeballen

Un Schneeball ((fr) Boule de neige), ou aussi Schneeballen, est une pâtisserie faite de pâte brisée, surtout dans la région de Hohenlohe et de Franconie (Rothenburg ob der Tauber, Feuchtwangen, Dinkelsbühl). 
Il doit son nom à sa forme sphérique et à sa décoration traditionnelle de sucre glace. Le Schneeball a un diamètre d'environ huit à dix centimètres.

## Histoire
Les Schneeballen sont connus depuis au moins 400 ans dans les régions de Hohenlohe et de Franconie. Ils étaient servis lors d'occasions spéciales comme les mariages. On peut aujourd'hui les trouver dans les pâtisseries de Rothenburg ob der Tauber et de Dinkelsbühl,
En plus du classique Schneeball, au sucre glace, on trouve aujourd'hui des Schneeballen au chocolat, aux noix ou à la pâte d'amande. Les touristes en rapportent souvent comme souvenir.

## Fabrication

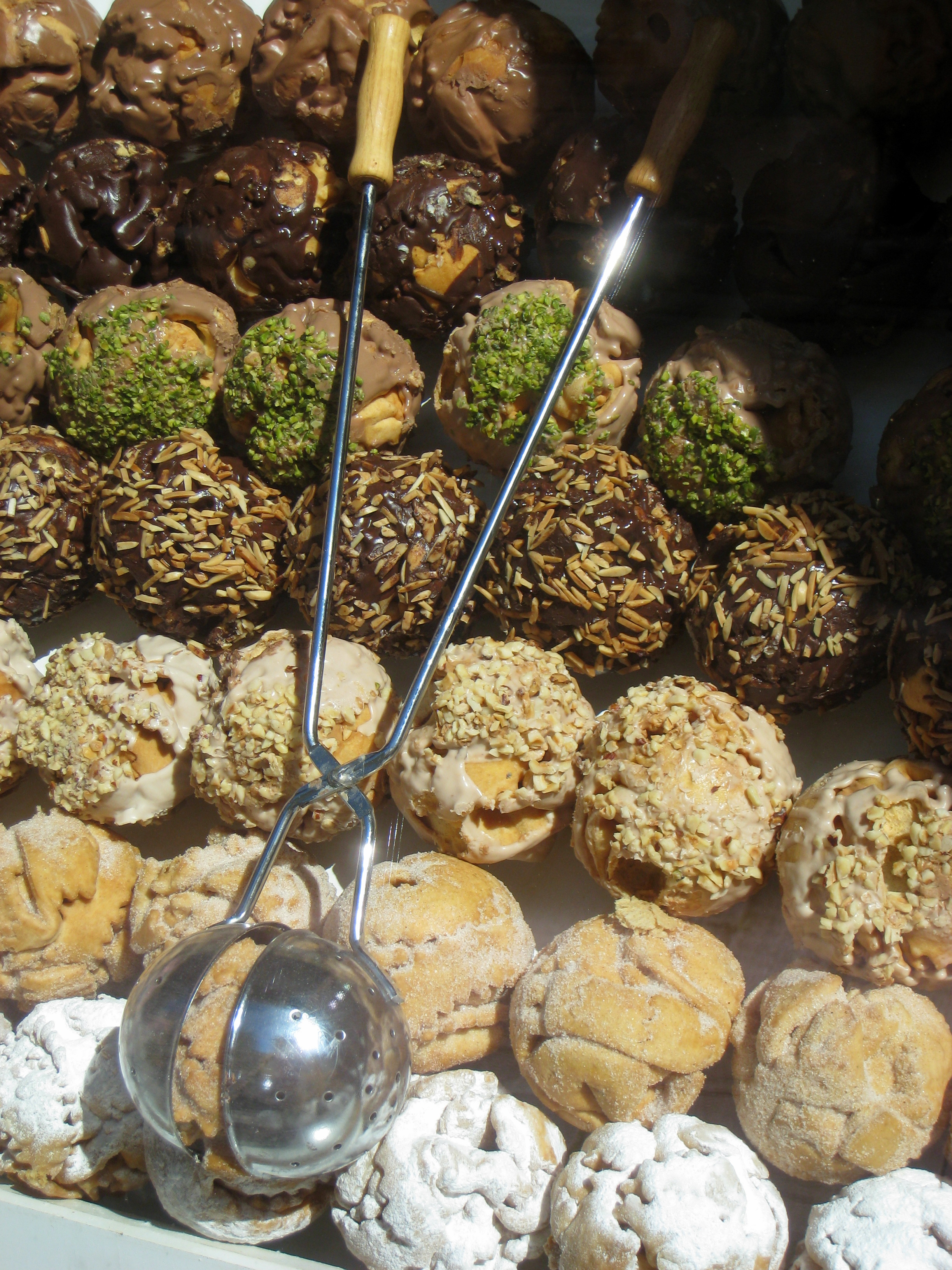
Différents Schneeballen

## Conservation
Les Schneeballen sont des gâteaux secs qui comme les biscuits ont une conservation assez longue. Ils peuvent être stockés jusqu'à huit semaines sans qu'un système de refroidissement soit nécessaire.